# Mac-dynastie
De Mac-dynastie was een feodale dynastie in de geschiedenis van Vietnam die begon toen keizer Mac Thai To (Mac Dang Dung) in juni 1527 de troon besteeg nadat hij de macht aan de Le-keizer Le Cung Hoang ontnam en die eindigde toen keizer Mac Mau Hop door de Le-Trinh-legers onder leiding van Tring Tung in 1592 werd verslagen. Alles samen regeerde de dynastie 66 jaar. Hierna, echter, bleef de Mac-familie zich vanuit Cao Bang verzetten tegen de gerestaureerde Le-dynastie – tot in 1677, toen de familie volledig werd uitgeschakeld. De periode van 1527 tot 1592 wordt in de Vietnamese geschiedschrijving ook wel de Nam-Bắc triều-tijd ("Tijd van Zuidelijk en Noordelijk Hof") genoemd – de Mac-dynastie had toen de macht in het noorden van het land, terwijl de Le-keizers regeerden in het zuiden.

## Geschiedenis
De stichter van de dynastie was Mac Dang Dung. De Le-dynastie was gevallen en de macht kwam bij hem terecht. Toen hij de toen negentienjarige keizer Le Cung Hoang kon dwingen de troon aan hem af staan, begon de gouden tijd voor zijn familie. In de 66 jaren die volgden, waren er heel wat gevechten tussen Mac en Le, tot in 1592 de Le-Trinh-legers de Mac konden verslaan.

## Le-Mac-oorlog
Nadat de Mac de macht hadden gegrepen, was er aanvankelijk redelijk wat protest en de Chinese Ming-dynastie kwam de tegenstanders van de Mac te hulp. Het was pas toen de Latere Le-dynastie terug op de troon zat dat de oorlog in alle hevigheid losbarstte.

### Opstand van Nguyen Kim
In 1529 besliste een generaal van het leger van de Le, Nguyen Kim genaamd, zich niet te onderwerpen aan de Mac. Hij ging naar de bergregio's van Thanh Hoa en naar Laos om de krachten tegen de Mac te bundelen. In 1533 vond hij een kind met de naam Le Duy Ninh (Lê Duy Ninh) dat een kind zou zijn van de vorige keizer Le Chieu Tong. Hij kroonde dat tot keizer Le Trang Tong.
Vanaf de kroning van Trang Tong begonnen heel wat mensen zich bij Nguyen Kim te voegen. In 1540 stierf Mac Dang Dung. Zijn vader benoemde Mac Phuc Hai (Mạc Phúc Hải) tot troonopvolger en deze werd gekroond tot keizer Mac Hien Tong.
In 1543 namen de legers van de Le de westelijke hoofdstad in Thanh Hoa in. De Mac-mandarijn Duong Chap Nhat (Dương Chấp Nhất) gaf zich over. In 1545 stierf Nguyen Kim nadat hij gegeten had van zaken die Chap Nhat hem had geschonken. Chap Nhat vluchtte terug naar de Mac. Nguyen Kims schoonzoon Trinh Kiem nam het opperbevel het rebellenleger over.
In het noordwesten, in de regio van Tuyen Quang, begonnen ook de broers Vu Van Mat en Vu Van Uyen (Vũ Văn Mật & Uyên) zich tegen de Mac te verzetten. Ze stichtten hun eigen rijkje en ondanks alle pogingen van de Mac, konden de Vu standhouden. Later namen de Vu contact op met de gerestaureerde Le.

### Regent Mac Kinh Dien
In 1546 stierf Mac Hien Tong en hij werd opgevolgd door zijn zoon Mac Phuc Nguyen (Mạc Phúc Nguyên) als keizer Mac Tuyen Tong. Omdat hij nog jong was, werd zijn oom Mac Kinh Dien regent. Toen kwamen er echter problemen aan het hof. Generaal Pham Tu Nghi (Phạm Tử Nghi) wilde een zoon van Mac Dang Dung zelf op de troon hebben, namelijk Mac Chinh Trung (Mạc Chính Trung), die wel al volwassen was. Er kwam een opstand waarbij Pham Tu Nghi meerdere malen vruchteloos probeerde de hoofdstad in te nemen. Mac Chinh Trung hield enkele plunderingen, waaronder op Chinees territorium, en de Ming mengden zich in het conflict. Mac Kinh Dien kon Pham Tu Nghi in 1551 verslaan en Tu Nghi werd onthoofd. Mac Chinh Trung vluchtte en kwam om. Volgens geruchten zou Tu Nghi zijn gestorven in handen van de Ming.
In 1562 stierf Mac Tuyen Tong. Hij werd opgevolgd door zijn tweejarige zoon Mac Hau Hop. De macht was nog steeds in handen van de regent Mac Kinh Dien.
Ondertussen hadden de Le (onder leiding van Trinh Kiem) weer wat meer territoria kunnen innemen. De tweede zoon van Nguyen Kim, Nguyen Hoang, ging naar het zuiden uit vrees voor Trinh Kiem, die zijn oudere broer al had omgebracht. Hij vestigde zich rond Hué. In 1572 wist hij door een list de Mac-generaal Mac Lap Bao (Mạc Lập Bạo) te doden in een gevecht. Hierdoor verloren de Mac alle controle over het zuiden van het land en hadden ze enkel nog macht in het noorden.
In 1570 stierf Trinh Kiem en zijn zoon Trinh Coi (Trịnh Cối) en Trinh Tung bevochten elkaar om de macht. Trinh Coi verloor dit en hij liep over naar de Mac.
Van 1545 tot 1580 ging de oorlog heen en weer en de legers van de Le onder leiding van Trinh Kiem en later van Trinh Tung haalden meer en meer successen. De hoofdstad Thang Long (nu Nanoi) konden ze echter niet innemen.
In oktober 1580 stierf Mac Kinh Dien. Zijn jongere broer Mac Don Nhuong (Mạc Đôn Nhượng) nam zijn plaats als regent over. De sterkte van de Mac-legers nam af door een gebrek aan goede leiders. Mac Kinh Dien was de pijler van de macht van de Mac geweest, vanaf de dood van Mac Dang Dung, en toen hij wegviel, begon de macht van de Mac beetje bij beetje te verbrokkelen.

### Verlies van Thang Long
Mac Mau Hop besteeg de troon op zeer jonge leeftijd en zelfs toen hij ouder werd, bleef hij steunen op de regent. Zelf besteedde hij weinig aandacht aan de regering van zijn land. Toen Mac Kinh Dien stierf, kwam alle verantwoordelijkheid bij Mac Don Nhuong terecht.
In 1591 leidde Trinh Tung zijn legers alsmaar dichter naar Thang Long (Hanoi). In het begin van 1592 vluchtte Mac Mau Hop. Tijdens de daarop volgende veldslagen bloedde het leger van de Mac heel hevig. Heel wat van de belangrijkste officieren werden gedood. Mac Mau Hop blokkeerde de Nhi Ha-rivier. Hij verloor echter een van zijn generaals omdat hij diens vrouw had afgenomen. De generaal in kwestie liep over naar de kant van de Le en Trinh Tung.
In november 1592 marcheerde Trinh Tung naar Thang Long. Mac Mau Hop kroonde zijn zoon Mac Toan en werd zelf generaal van het leger. In november en december leden de Mac verder zware verliezen. Mac Mau Hop moest zich voortdurend terugtrekken en uiteindelijk werd hij gevangengenomen en ter dood veroordeeld.

### Overleven
Ondanks de gevangenneming en dood van Mac Hau Hop en Mac Toan, was de macht van de Macs nog steeds niet vernietigd. Volgens de Đại Việt Sử ký toàn thư ("Encyclopedie van Vietnamese geschiedenis") bleven tot in de 17e eeuw nakomelingen van Mac Kinh Dien regeren in het uiterste noorden van het land. Daar bleef de oorlog nog lage tijd voortduren en de boeren hadden het er moeilijk doordat hun velden voortdurend werden verwoest.
De Chinese Mings wilden de opsplitsing van Vietnam behouden, omdat die voor hen voordeliger was. Daarom zorgden ze ervoor dat de Macs Cao Bang konden behouden. Toen de Ming-dynastie in 1644 viel, zette de Zuidelijke Ming (de overblijfselen van de Ming) de steun aan de Mac-familie verder. De Macs slaagden erin een aaneengesloten land te krijgen. Maar toen de Ming-dynastie in 1622 definitief viel door de Qing, maakten de Trinh-heren definitief komaf met de Mac. In 1677 eindigde de oorlog definitief.

## De Mac-keizers
| Tempelnaam     | Regeernaam | Echte naam      | Leven      | Regering  | Postume naam  |
| -------------- | --- | --------------- | ---------- | --------- | ------------- |
| Mạc Thái Tổ    | Minh Đức | Mạc Đăng Dung   | 1483?-1541 | 1527-1529 | Cao hoàng đế  |
| Mạc Thái Tông  | Đại Chính | Mạc Đăng Doanh  | ?-1540     | 1530-1540 | Văn hoàng đế  |
| Mạc Hiến Tông  | Quảng Hòa | Mạc Phúc Hải    | ?-1546     | 1541-1546 | Hiển hoàng đế |
| Mạc Tuyên Tông | Vĩnh Định (1547) Cảnh Lịch (1548-1553) Quang Bảo (1554-1561)                                                                          | Mạc Phúc Nguyên | ?-1561     | 1547-1561 | Duệ hoàng đế  |
| (vermoord)     | Thuần Phúc (1562-1566) Sùng Khang (1566-1578) Diên Thành (1578-1585) Đoan Thái (1586-1587) Hưng Trị (1588-1590) Hồng Ninh (1591-1592) | Mạc Mậu Hợp     | ?-1592     | 1562-1592 | Thuần Phúc đế |
| (vermoord)     | Vũ Anh | Mạc Toàn        | ?-1592     | 1592-1592 | Vũ An đế      |

Opmerkingen:
- Mac Toan had geen werkelijke macht.
- Enkele documenten hebben het ook over Mạc Kính Chỉ (regeernamen Bảo Định en Khanh Hựu[2] 1592-1593), Mac Kính Cung (regeernaam Kiền Thống, 1593-1594), Mạc Kính Khoan (regeernaam Long Thái, 1594-1628) en Mạc Kính Vũ (Mạc Kính Hoàn, regeernaam Thuận Đức, 1628-1677).

## Stamboom
|  |  |  |  |  |  |                              |  |  |  |  |  |  |  |
|  |  |  |  |  |  | 1 Mac Thai To 1526 - 1529    |  |  |  |  |  |  |  |
|  |  |  |  |  |  |                              |  |  |  |  |  |  |  |
|  |  |  |  |  |  | 2 Mac Thai Tong 1530 - 1540  |  |  |  |  |  |  |  |
|  |  |  |  |  |  |                              |  |  |  |  |  |  |  |
|  |  |  |  |  |  | 3 Mac Hien Tong 1541 - 1546  |  |  |  |  |  |  |  |
|  |  |  |  |  |  |                              |  |  |  |  |  |  |  |
|  |  |  |  |  |  | 4 Mac Tuyen Tong 1547 - 1561 |  |  |  |  |  |  |  |
|  |  |  |  |  |  |                              |  |  |  |  |  |  |  |
|  |  |  |  |  |  | 5 Mac Mau Hop 1562 - 1592    |  |  |  |  |  |  |  |
|  |  |  |  |  |  |                              |  |  |  |  |  |  |  |
|  |  |  |  |  |  | 6 Mac Toan 1592 - 1592       |  |  |  |  |  |  |  |